# Hans Brockmans
Hans Brockmans (1964) is een Vlaams journalist. 
In 1982 begon hij te schrijven in Tegenstroom, het studententijdschrift van het KVHV Antwerpen. Nadat hij er preses werd in 1984 stopte hij als redacteur tot hij er in 1987 nog een academiejaar mee doorging. 
In 1988 werd Brockmans journalist bij het weekblad Trends.

## Erkenning
- 1990: Financiële Persprijs van het Gemeentekrediet
- 2005: Citi Journalistic Excellence Award
- 2005: Dexia Persprijs